# Lužany (Hradec Králové)
Lužany é uma comuna checa localizada na região de Hradec Králové, distrito de Hradec Králové‎.